# 标致308
标致308是法国标致汽车制造商生产的紧凑型轿车。2007年6月5日公布，从2007年9月开始销售。它的开发代号是“Project T7”，308是新一代X08标致车型的第一辆汽车。308有多款汽油和柴油发动机可以选用。在2011年3月的日内瓦车展上首次发布了308改版。第二代308(T9)于2013年正式投放欧洲市场。

## 第一代（T7；2008–2013）

### 设计
在大多数国际市场该车用于替代标致307，新车型是基于老307的底盘发展而来，但新车的车身稍微更长更宽。它的风阻系数为0.29，并且它有一个五星级欧洲NCAP评级。2011年推出的改款，阻力系数更进一步降低到0.28。
308 HDi保持着目前在产的最省油主流汽车的吉尼斯世界纪录，平均油耗3.13升每100公里（90 MPG-IMG;75 MPG-US），行驶里程超过14,580公里（9,060英里），但标致在英国广告中违规宣传，声称达到了126 MPG-IMP（2.24 L/100公里;105 MPG-US）。
308是在在法国的米卢斯和索肖工厂生产。同时针对俄罗斯市场，2010年开始在卡卢加生产。针对南美市场，自2012年开始在阿根廷的El帕洛马尔生产。

### 车身造型

#### 掀背版
308通常为5门版掀背车，并且在少数几个市场还投放有3门版。 2010年，标致宣布GTI车型（英国称为GT）的回归，该车采用了涡轮增压的1.6升THP发动机，200马力（149千瓦，203 PS）。2015年，在中国市场推出的新一代掀背版308更名为308S，以便与轿车版的换代产品相区别（于2016年推出）。

#### 旅行版
308旅行车的概念版（标致308 SW序幕），在2007年的法兰克福车展上首次亮相。量产版2008年3月的第78届日内瓦国际汽车展发布，同年夏天开始销售。 308 SW（或308旅行车在澳大利亚）分为5或7座版本。 
使用的308的X08底盘的另一变型车是SUV或MPV的3008。

#### 敞篷版
被称为308 CC的敞篷车拥有一个可伸缩的硬顶车顶，并在2009年的春天取代了标致307 CC。车顶折叠可以在20秒内完成，并且可以在高达时速7.5英里（12.1公里/小时）时操作。在车顶展开时行李箱空间容量为465升，但折叠后空间降低至266公升。 

#### 四门轿车版

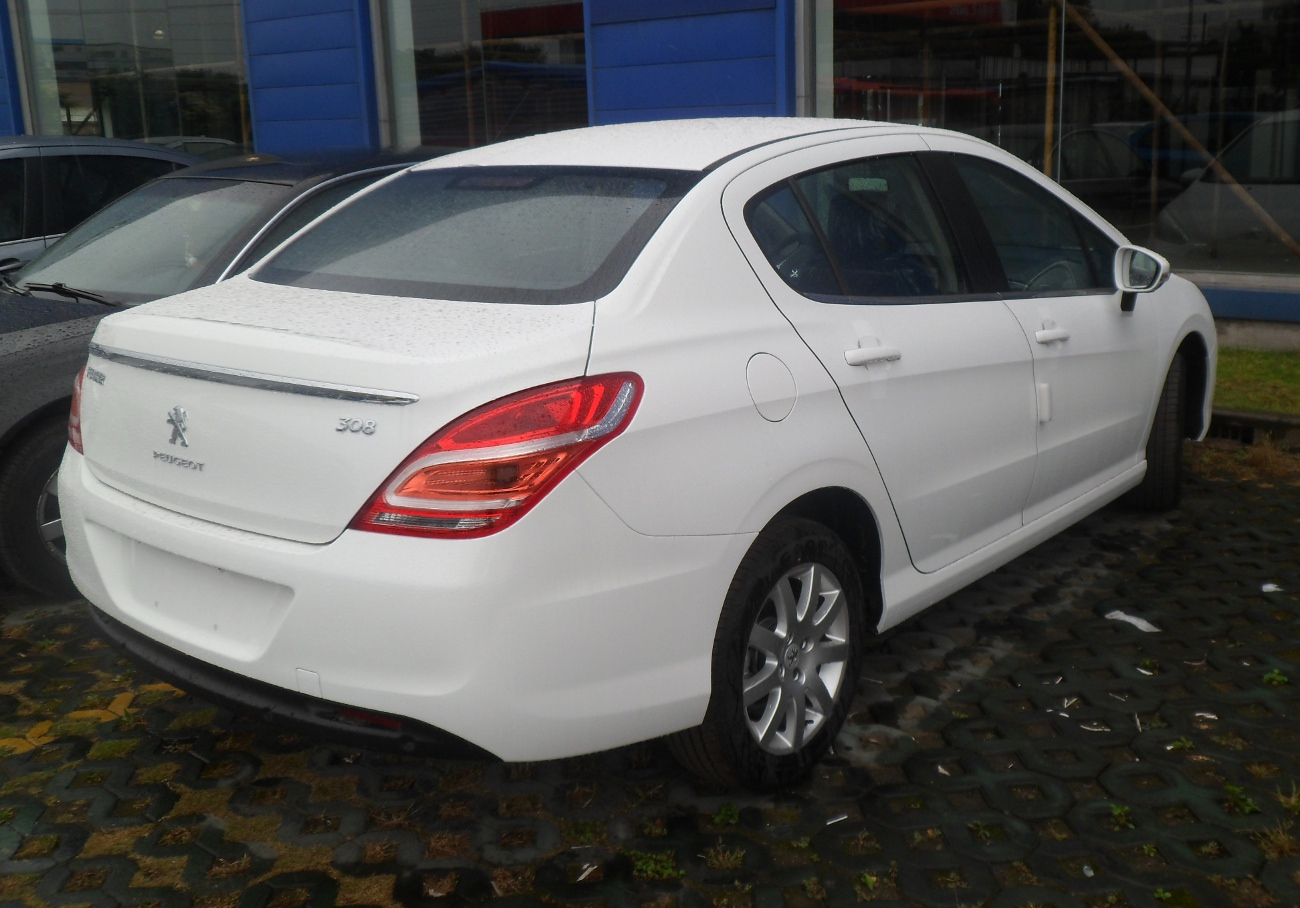
中国市场的东风标致308尾部

2011年9月标致针对中国市场的推出了308四门轿车版。东风生产的这款针对中国市场的版本是基于308改款，但在大型前格栅，臀部更多的镀铬和不同形状的LED尾灯均不同于欧洲款式。车辆内部设计则与欧洲款式相同。发动机系列包括两款汽油发动机，110马力的1.6L 16V和143马力的2.0 16V。车身具有502升的空间。
另外，308三厢加长版的408同时也在中国销售，其特点是价格稍高。

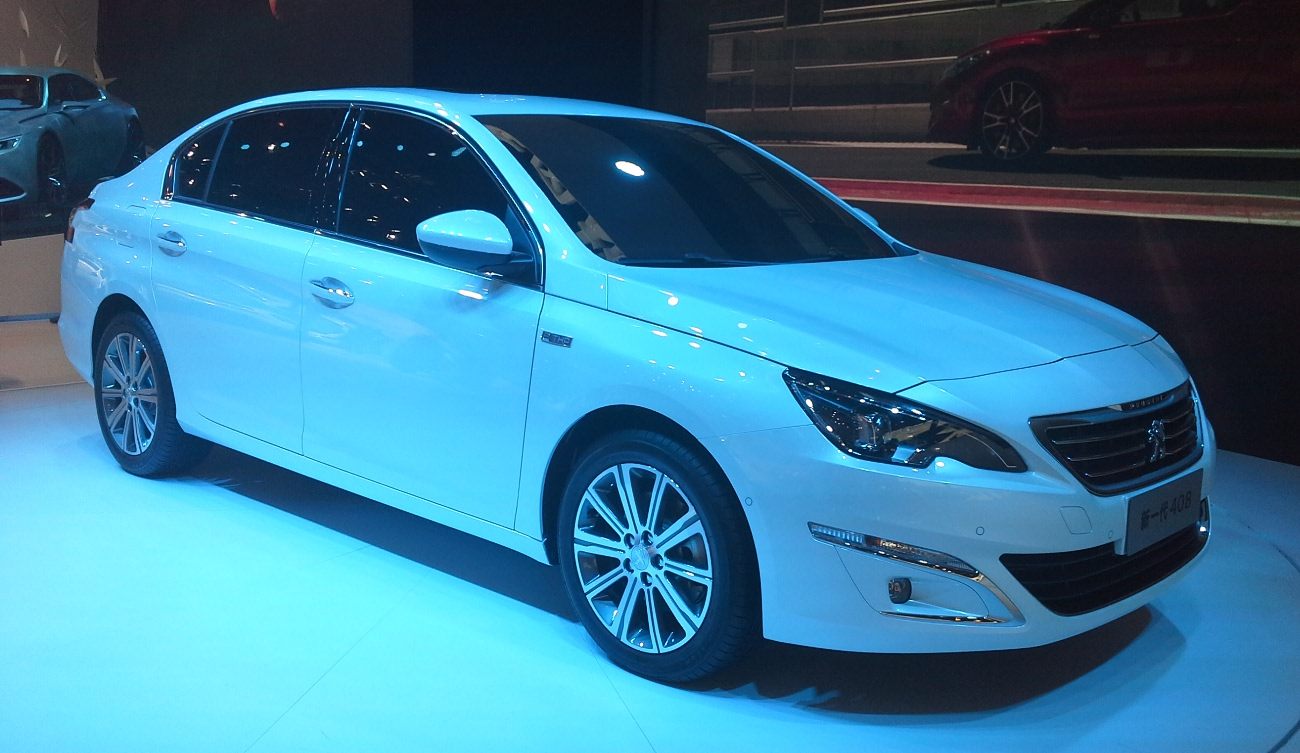
五门版标致408

标致408是标致308的加长轴距版轿车。该车系主要针对中国这样的新兴市场国家，并且不會進軍欧洲。在欧洲市场，标致407的继任者为标致508。
目前标致408已经进入南美和东南亚市场。

### 2011改款

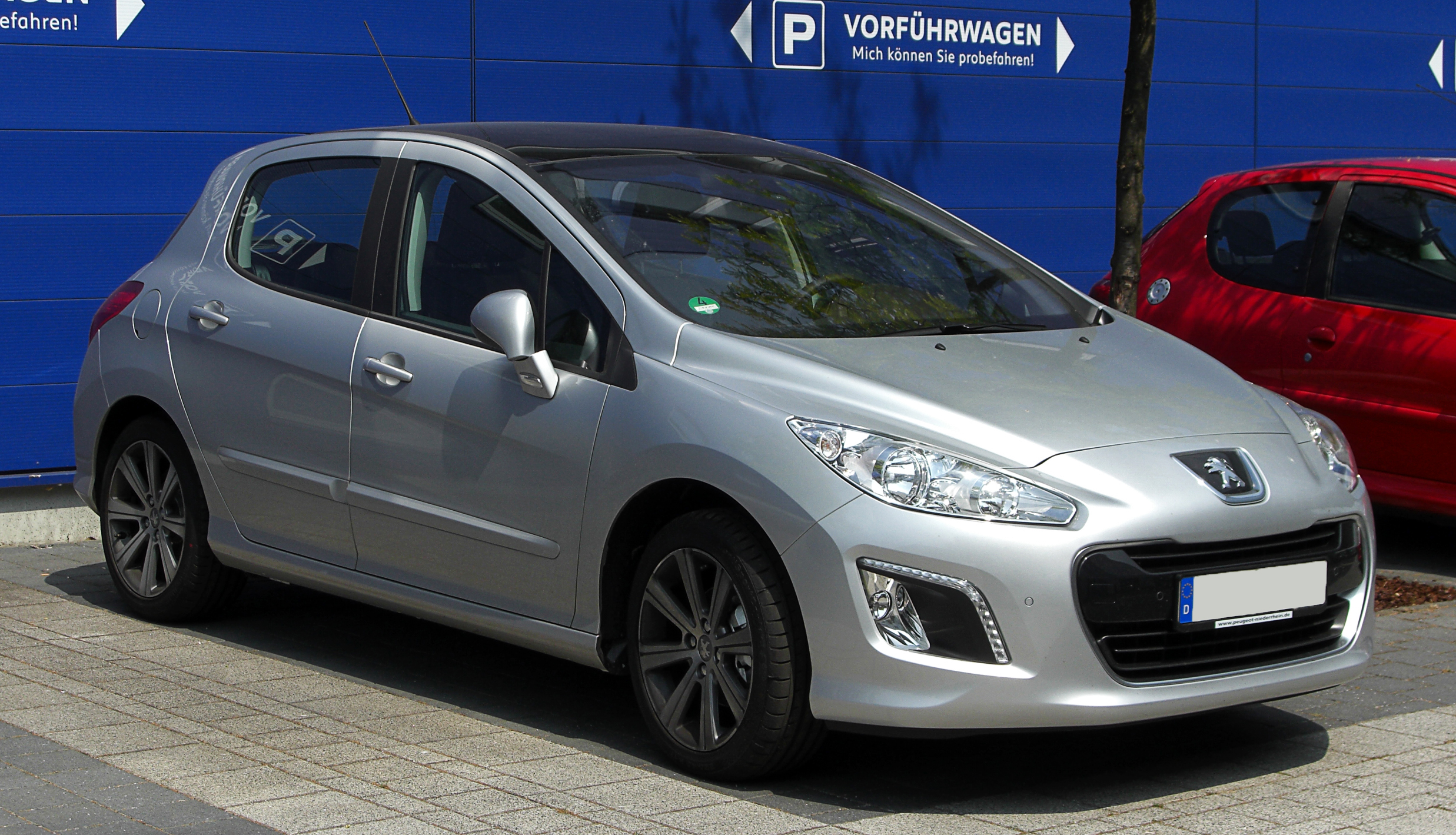
标致308 (2011–2012)

继2011年的日内瓦车展上大众推出以新的前端和小的改动车辆后，308 e-HDI微混合动力车型在2011年5月投放市场。该车具有停止启动技术，系统减速时回收能量和混合动力电池在启动时提供额外的能量。一个完整的混合动力版3008也在同一时间宣布。南美的版本装配了该系统。小改款也具备308 SW和308 CC车型。

### 概念车

#### 308混合动力
博世在2007年宣布，它正在提供一款柴电动力的技术标致308。配备此技术的308原型车在法兰克福车展'07上展示，进一步改进后的概念车在2008年巴黎车展上展示，该车配有1.6升的HDi发动机转动前轮和一个电动马达来转动的后轮.。

#### 308 RCZ跑车
标致提出了基于2+2 Coupe概念车开发的新308（正式名称标致308 RCZ），并在2007年法兰克福车展上亮相。这轿跑概念车比标准的308矮18毫米。外观类似于奥迪TT。最终的量产车型首次以RCZ（不带308）的名称亮相于2009年法兰克福车展，并于2010年春季开始发售。 

### 奖项
2007年，308在德国被授予Goldene Lenkrad（金方向盘奖）。由汽车专业人士组成的评选小组，在15个评判标准中，308有9个项目拿到第一名，被评为当年最好的紧凑型家庭轿车。

## 第二代（T9；2013-2021）

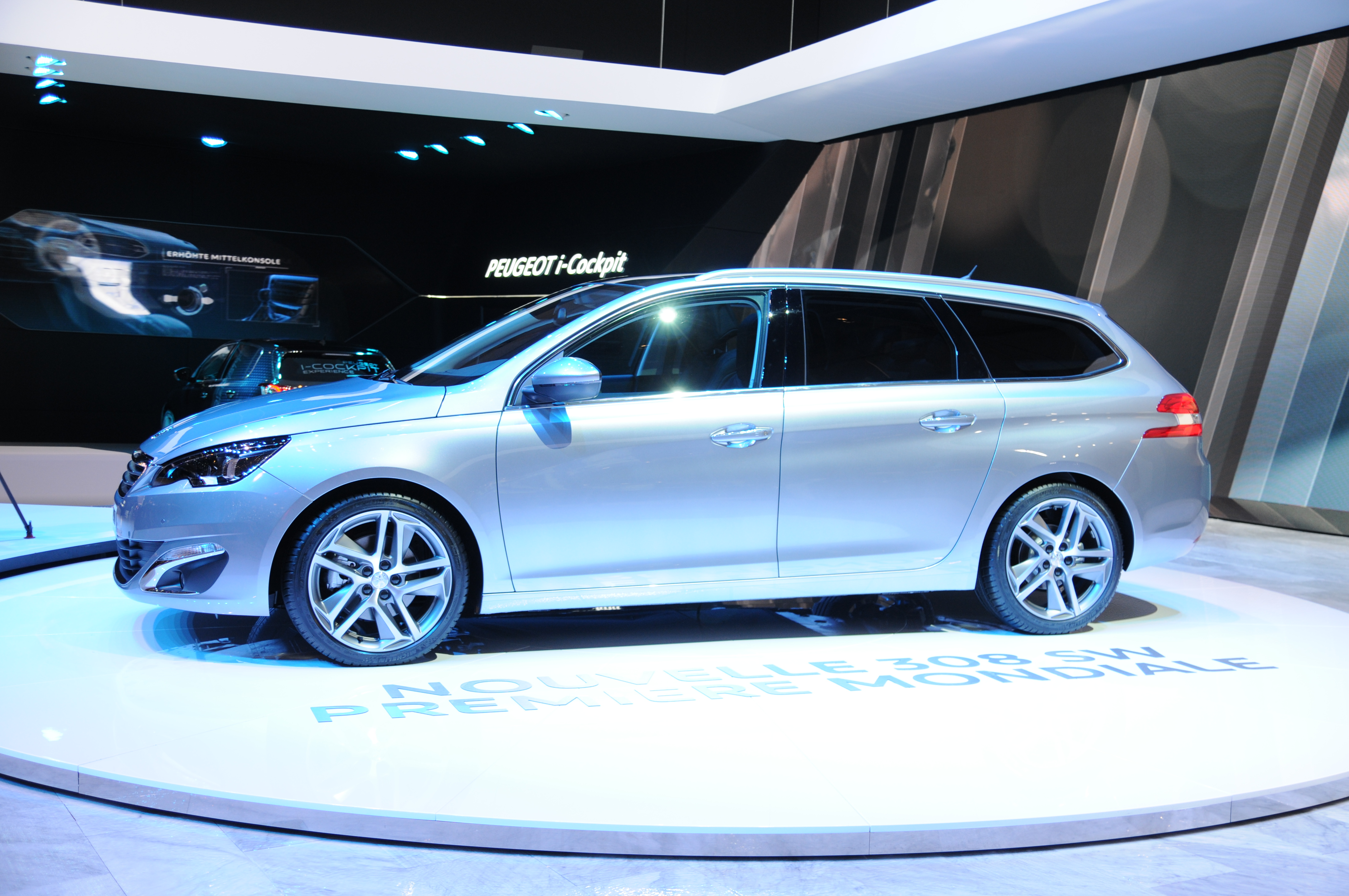
Peugeot 308 SW

第二代308首次亮相于2013年秋季。它的外观设计采用了与新的508和208相同的标致风格。同时它也开创了标致新的编号系统，最终数字被固定：8为主流范围，1瞄准新兴国家的车型，如标致301。第二代308采用全新的标致雪铁龙EMP2平台。为了与前期销售的第一代三厢版308区别，中国大陆地区销售的第二代308掀背版被重新命名为308S。

### 奖项
在2014年，308击败宝马i3和特斯拉S型荣获欧洲年度风云车。同年，标致308也由意大利汽车记者协会评为当年“欧洲汽车”。并同年由“施韦策画报”等四本汽车杂志评为瑞士年度汽车。

### 图片
第二代 (T9, 2014–Present)
- Peugeot 308 5门 掀背
- Peugeot 308 掀背
- Peugeot 308 SW

## 第三代（P5；2021）

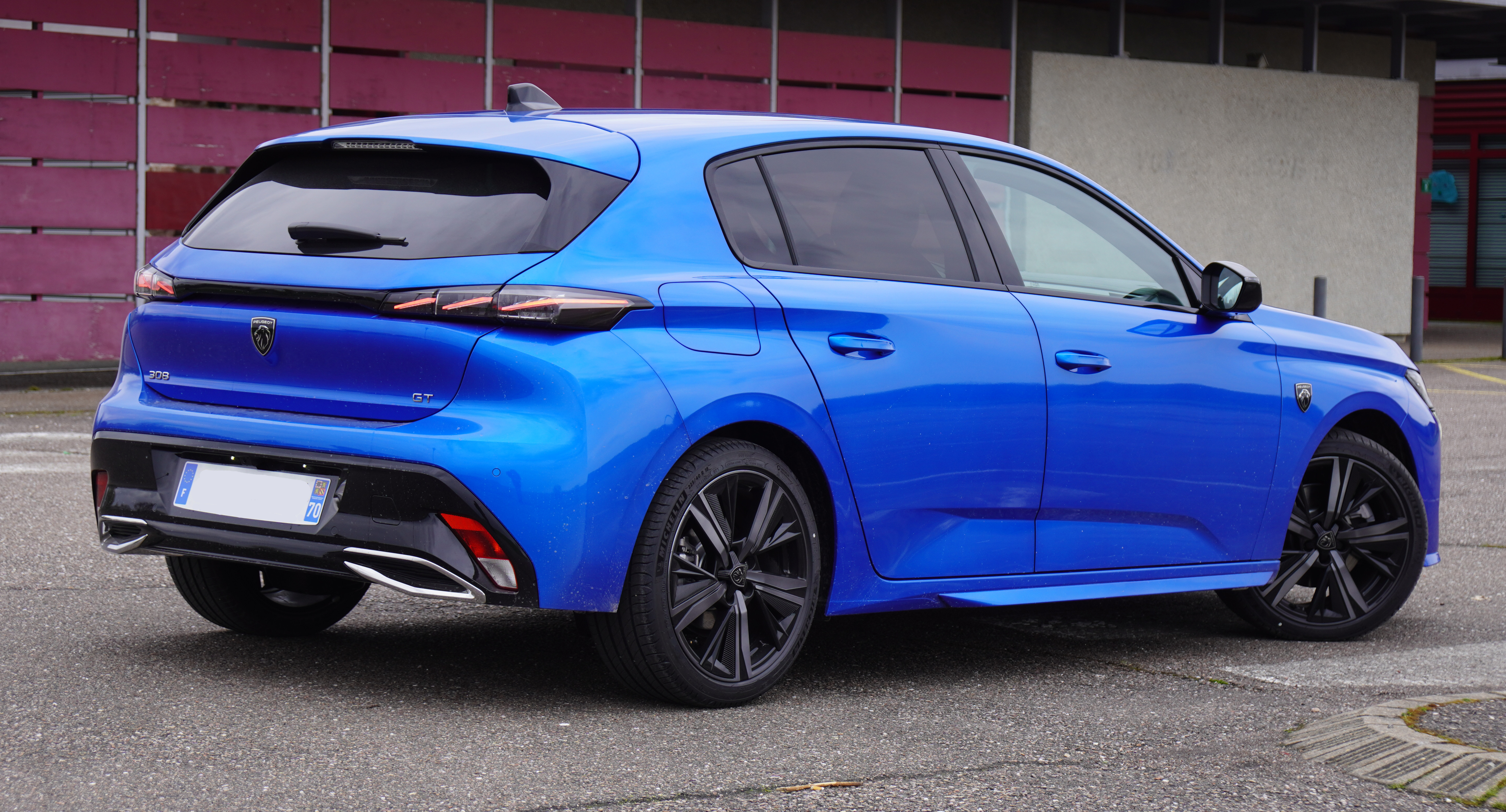
掀背版（後視圖）
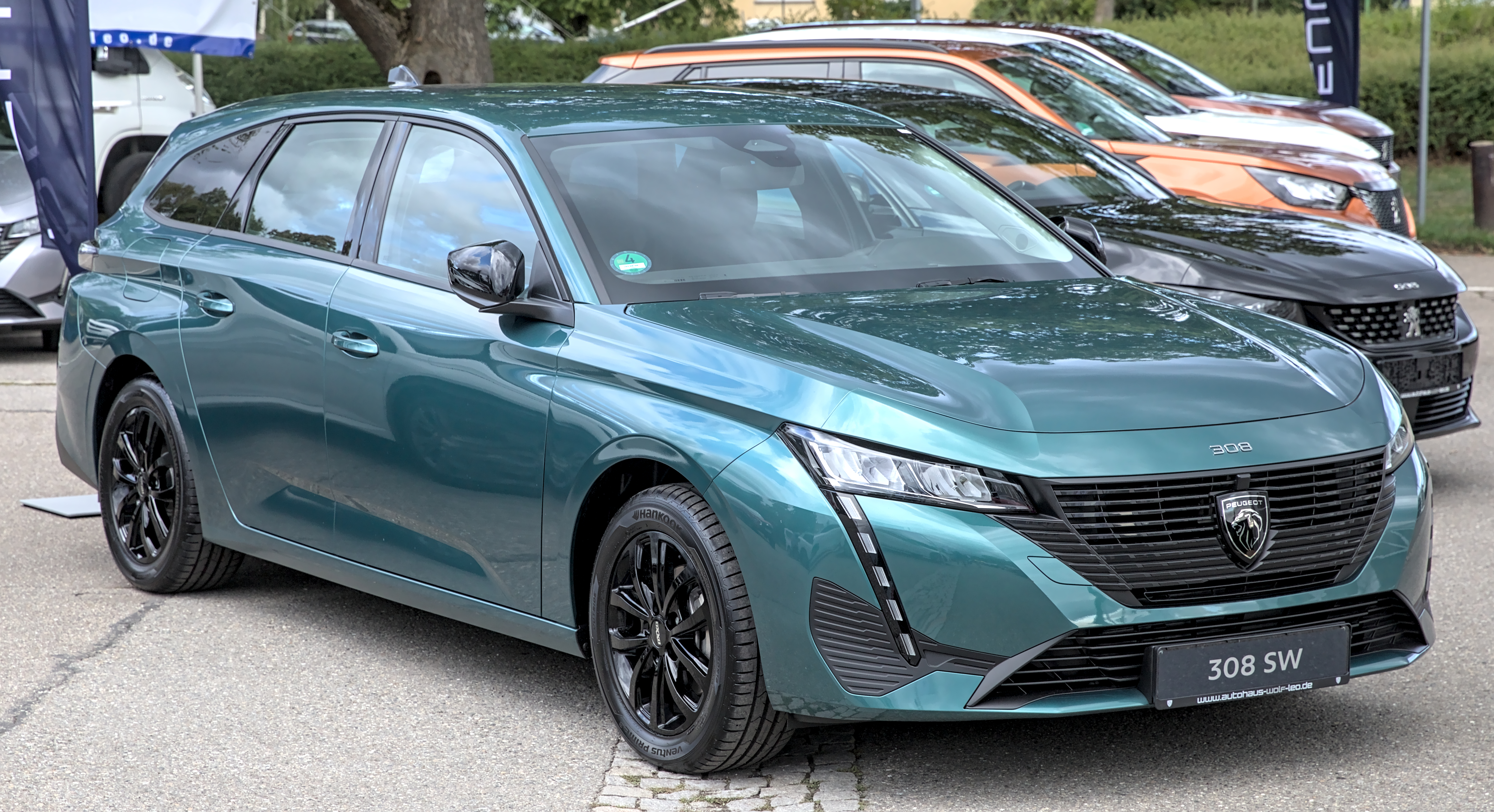
SW
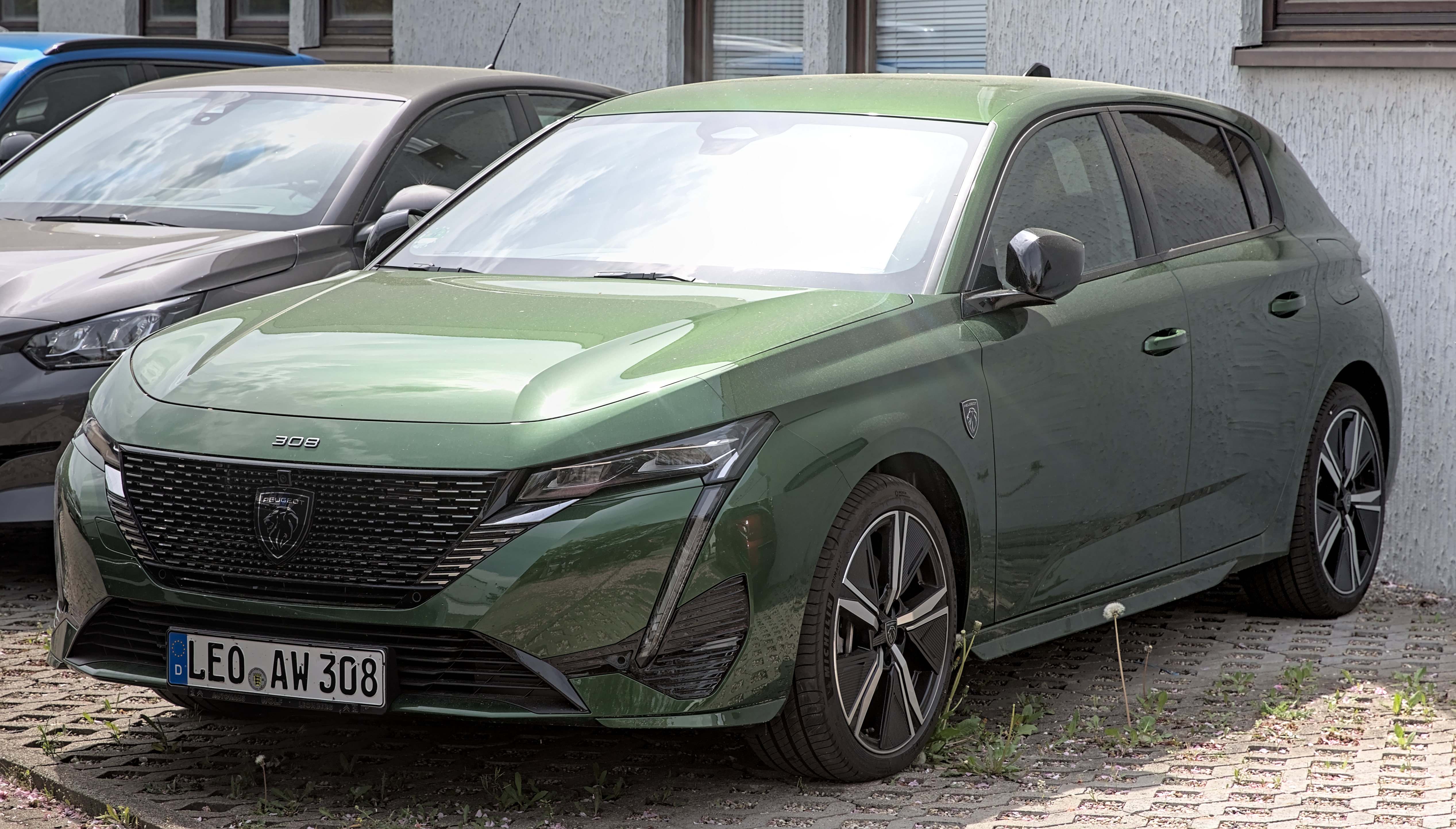
標緻308 Hybrid
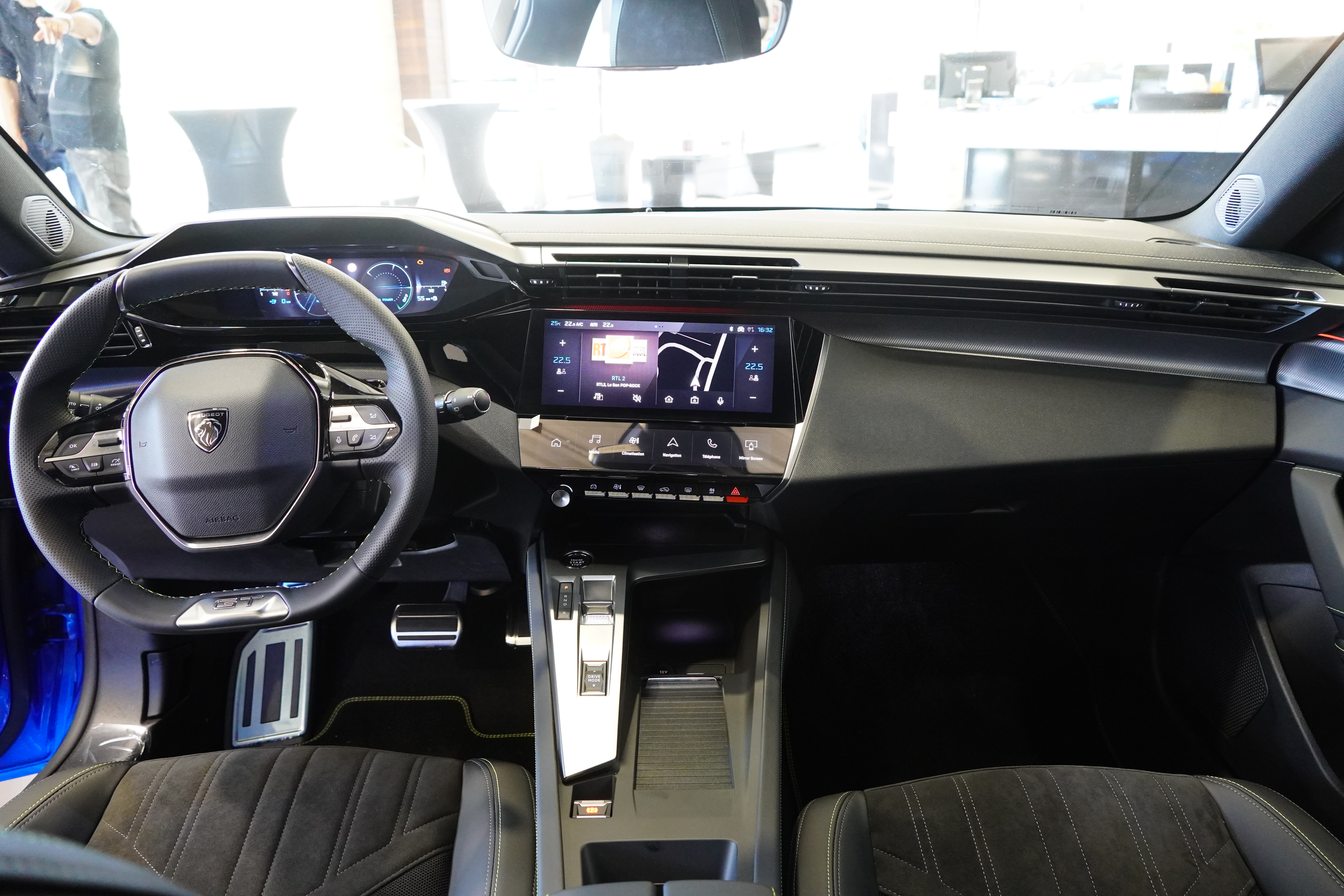
內裝

## 外部連結
- 标志308官方网页 （页面存档备份，存于）
- 标志308英国官网